# Андреев, Борис Константинович
Бори́с Константи́нович Андре́ев (укр. Борис Костянтинович Андреєв; 6 августа 1918, Харьков — 14 августа 1997, там же) — советский и украинский боксёр и тренер. В довоенные годы на соревнованиях представлял Харьков и дважды выигрывал чемпионат Украинской ССР по боксу, стал мастером спорта СССР. С 1939 года служил в ВМФ СССР, стал чемпионом Черноморского флота по боксу. После начала Великой Отечественной войны участвовал в обороне Николаева и Херсона. Затем был переведён служить на Северный флот, в 1942 году был контужен. Продолжая службу на Северном флоте, выиграл чемпионат по горнолыжному спорту. В послевоенный период стал чемпионом по боксу ВМФ СССР. В 1959 году ушёл в запас в звании капитана III ранга. Тогда же вернулся в родной город, где стал тренировать боксёров на стадионе ХТЗ. В 1967 году ему было присвоено почётное звание «Заслуженный тренер Украинской ССР». За период своей тренерской деятельности Андреев подготовил свыше тридцати мастеров спорта, среди них Анатолий Климанов и Леонид Задорожный. В Харькове после его смерти проходит ежегодный боксёрский турнир, посвящённый его памяти.

## Биография

### Спортивная карьера и участие в войне
Борис Андреев родился 6 августа 1918 года в Харькове. Тренировался на харьковском стадионе «Металлист» у тренера Григория Артамонова, который, в свою очередь, был учеником Аркадия Харлампиева. Окончив среднюю школу, поступил в училище. Работал электриком на Харьковском паровозостроительном заводе имени Коминтерна. Там Андреев познакомился с Вячеславом Зибаровским и привёл его в секцию бокса Артамонова. Позже Зибаровский дважды, в 1941 и 1945 годах, становился чемпионом Украинской ССР по боксу. В 1937 году окончил училище и поступил в Высшую школу тренеров Харьковского государственного института физической культуры. На ринге выступал за спортивное общество «Строитель» в полусредней весовой категории. Увлекался горнолыжным спортом.
В 1938 году на чемпионате среди представителей спортобщества «Строитель» в Баку представители харьковской команды Борис Андреев, Лев Сегалович и Анатолий Грейнер, одержав победы в своих весовых категориях, принесли первое место своей команде. Мастерство этих харьковских спортсменов отмечалось в тогдашней прессе. В 1938 и 1939 годах Б. К. Андреев становился победителем чемпионата Украинской ССР по боксу. Имел спортивное звание мастера спорта СССР. В 1939 году окончил Высшую школу тренеров, получив специальность тренера по боксу высшей квалификации. Некоторое время до призыва в армию Андреев жил в Николаеве.
С 1939 года Андреев проходил службу в рядах Военно-морского флота СССР, служил в 7-й морской стрелковой бригаде. Во время службы участвовал в боксёрских соревнованиях, становился чемпионом Черноморского флота в полусреднем весе. Сражался на фронтах Великой Отечественной войны с июля 1941 года. Участвовал в обороне Николаева и Херсона, после чего бригада была передислоцирована в Севастополь, 31 октября — в Новороссийск, а затем — в Котельниково для переформирования. С начала 1942 года формирование, в котором служил Андреев, дислоцировалось у станции Лоухи (Карело-Финская ССР). Оттуда старшина 2-й статьи Борис Андреев часто совершал краткосрочные разведывательные рейды и захватывал «языков». В июле 1942 года Андреев был тяжело контужен. Вследствие этого он был направлен на лечение в Архангельск. После выздоровления продолжил службу на полуострове Рыбачий. Служа там, Борис Константинович выиграл чемпионат Северного флота по горнолыжному спорту. Весной 1944 года он был откомандирован на высшие курсы командиров торпедных катеров Каспийского высшего военно-морского училища СССР, которые окончил в 1945 году .
На последнем этапе Великой Отечественной войны (по другим данным, через месяц после её окончания) в звании лейтенанта Борис Андреев прибыл в Кронштадт, где стал командиром катера. Также он был заместителем командира бригады торпедных катеров. В конце 1940-х годов Андреев был переведён служить в Балтийск. В этот же период он выиграл чемпионат ВМФ СССР по боксу и начал тренировать матросов. Осенью 1959 года Борис Константинович ушёл в запас, имея звание капитана 3-го ранга.
После окончания службы Андреев начал работать тренером по боксу на харьковском стадионе ХТЗ. Помимо тренерской работы на стадионе ХТЗ, некоторое время был тренером-консультантом в сборной Советского Союза по боксу и вместе с ней выезжал за рубеж.

### Тренерство

#### Анатолий Климанов

Мемориальная доска на здании Малого зала бокса на стадионе ХТЗ. Текст (переведён с украинского): В этом помещении во II половине XX века ветераны Великой Отечественной войны: заслуженный тренер СССР по тяжёлой атлетике М. П. Светличный и заслуженный тренер Украины по боксу Б. К. Андреев воспитывали ведущих спортсменов страны, среди которых — двукратный олимпийский чемпион Л. Жаботинский и двукратный чемпион Европы, призёр Чемпионата мира А. Климанов

Анатолий Климанов (1949—2009) попал в секцию Андреева в первом наборе и в 1961 году начал у него тренироваться. В 1962 году Анатолий провёл свой первый боксёрский поединок, одержав в нём победу. В 1965 году выиграл чемпионат Украинской ССР среди юношей, а в 1967 году победил в спартакиаде школьников, которая была объединена с чемпионатом СССР среди юношей и проходила в Ленинграде. По оценке журналиста Ю. И. Грота и учёного-физкультурника Н. А. Олейника, именно победой в этом турнире Климанов впервые обратил на себя внимание боксёрской общественности. В 1968 году Анатолий выиграл чемпионат СССР среди молодёжи и получил звание мастера спорта СССР, после чего в том же году выиграл свой первый международный турнир «Олимпийские надежды», победив четырёх боксёров из других стран (из Венгрии, ГДР, Кубы и Румынии).
С 1968 года являлся капитаном сборной СССР по боксу. В 1969 году в Риге на чемпионате СССР среди молодёжи Климанов, простудившись во время турнира, поставил под угрозу возможность своего дальнейшего в нём участия. Однако жена Бориса Андреева, Евгения Григорьевна, смогла вылечить Анатолия, и в итоге он выиграл соревнования, став двукратным чемпионом СССР среди молодёжи. Климанов сам признавался, что благодаря Андрееву он «был оторван от всего плохого». Послушав тренера, он перестал участвовать в уличных драках. В 12 лет Анатолий начал курить, но Андреев убедил воспитанника в пагубности этой привычки. Также тренер оказал влияние на школьную успеваемость спортсмена, объяснив тому, что учёба у него должна стоять на первом месте, а бокс на втором. В итоге Климанов окончил школу с тремя пятёрками в аттестате (по геометрии, черчению и физической культуре). За время тренировок у Андреева он трижды отчислялся из секции, однако затем вновь принимался в неё. Одно из отчислений было вызвано его опозданием на тренировку на несколько минут и должно было способствовать улучшению дисциплины.
Борис Константинович спланировал переезд своего подопечного в Жданов Донецкой области и лично договорился с заслуженным тренером УССР (который в будущем стал заслуженным тренером СССР) Михаилом Завьяловым, о том, чтобы тот начал тренировать молодого боксёра. В 1970 году Анатолий Климанов переехал в Жданов и стал тренироваться у Завьялова. Новый тренер отмечал заслугу Андреева в подготовке боксёра. В частности, Завьялов утверждал, что благодаря Андрееву Климанову были присущи следующие качества: способность применять теорию на практике, трудолюбие, самоотдача, дисциплина, сила воли. Также Завьялов отмечал высокий уровень андреевской школы бокса.
Анатолий Климанов стал единственным заслуженным мастером спорта, подготовленным Андреевым. После переезда в Жданов он становился бронзовым призёром чемпионата мира 1974 года, победителем двух чемпионатов Европы 1973 и 1975 годов, двукратным победителем (1973 и 1978) и четырёхкратным призёром (1970, 1971, 1974 и 1975) чемпионатов СССР, двукратным призёром спартакиады народов СССР (1971 и 1975), был участником XXI летних Олимпийских игр.

#### Другие ученики

Слева направо: Леонид Задорожный, Борис Андреев, Василий Смаль и Юрий Мудрый

В 1975—1976 годах воспитанник Андреева супертяжеловес Леонид Задорожный (род. 1955) провёл четыре боя с американскими боксёрами, в трёх из которых был сильнейшим. На чемпионате Украинской ССР по боксу в марте 1976 года Задорожный завоевал золотую медаль. Другой ученик Андреева — Василий Смаль — стал серебряным призёром этих же соревнований в категории до 71 кг и получил звание мастера спорта СССР. На следующем чемпионате Украинской ССР по боксу Задорожный вновь выиграл титул чемпиона, став единственным представителем харьковской команды, кто победил на этих соревнованиях. На чемпионате Украинской ССР 1978 года ещё один подопечный Андреева — Юрий Мудрый — завоевал золотую медаль в весовой категории до 75 кг. В том же году Задорожный, который к тому моменту становился чемпионом республики уже трижды, и Андреев, как его тренер, участвовали в абсолютном чемпионате СССР по боксу. На этих соревнованиях боксёр занял третье место. Спустя год Задорожный и Мудрый вновь выиграли чемпионат республики, который был объединён с VII Спартакиадой Украинской ССР. Впоследствии Леонид Задорожный стал семикратным чемпионом Украинской ССР и мастером спорта СССР международного класса, а после завершения спортивной карьеры стал директором стадиона «ХТЗ» и президентом Федерации бокса Харьковской области. Также на конец 1970-х годов пришёлся расцвет карьеры Игоря Гринёва, который несколько раз становился чемпионом Харьковской области и участвовал в Кубке СССР по боксу и турнире сильнейших боксёров СССР. В 1979 году под руководством Андреева начал тренироваться Виктор Родителев, который к тому моменту уже был мастером спорта. После окончания спортивной карьеры он возглавил спортивный комплекс «Энергетик».

Чемпионы были и Советского Союза, и чемпионы Украины — много было, и сейчас есть — у меня каждый год чемпион нашей страны — Украины. Но это — не главное. Главное — чтоб был человек.— Борис Андреев
Среди других учеников Андреева были: Николай Войтюк, Владимир Медведев, Анатолий Омельченко, Виктор Третьяк. Также учеником Бориса Андреева был кандидат в мастера спорта Дмитрий Шенцев (род. 1964) — многократный чемпион Харьковской области по боксу, народный депутат Украины V, VI, VII, VIII и IX созывов и первый вице-президент Федерации бокса Украины.

Он стремился воспитать из нас не только хороших спортсменов, но и настоящих людей. И в тех редких случаях, когда кто-то из наших боксёров попадал в какие-то неприятные ситуации, всегда говорил «Если человек виноват, в этом и моя вина — значит, я его не доучил и не достучался». Мой первый тренер был для каждого из ребят вторым отцом, учителем, и только потом — тренером. Это действительно уникальный человек, которому я обязан очень многим.— Дмитрий Шенцев
Всего за время своей тренерской деятельности Андреев подготовил одного заслуженного мастера спорта СССР, двух мастеров спорта СССР международного класса и приблизительно 30 мастеров спорта СССР и Украины. В 1967 году был удостоен звания заслуженного тренера Украинской ССР, став одним из четырёх харьковских тренеров по боксу, удостоенных этого звания за всю его историю. 

### Смерть
Борис Константинович Андреев скончался 14 августа 1997 года в Харькове.

## Семья
Борис Константинович был женат на Евгении Георгиевне, которая работала врачом. Имел сына Виктора.

## Память
Начиная с 1997 года по инициативе Дмитрия Шенцева и Леонида Задорожного в Харькове на стадионе ХТЗ проводится ежегодный турнир по боксу среди юниоров и молодёжи памяти Бориса Андреева.
Напутствие Бориса Андреева, произнесённое во время одного из выступлений о том, что несмотря на то, что спортивные результаты безусловно важны, более важное задание это воспитание достойных людей, послужило руководством для Леонида Вострокнутова при написании монографии «Очерки по истории бокса Харькова».

## Награды и звания
Бориса Константиновича удостоили следующих наград и званий: орден Отечественной войны II степени (6 ноября 1985), два ордена Красной Звезды (4 января 1946 и 21 августа 1953), медаль «За боевые заслуги», медаль «За оборону Советского Заполярья», медаль «За победу над Германией в Великой Отечественной войне 1941-1945 гг.», почётное звание «Заслуженный тренер Украинской ССР» (1967).